# Arawan

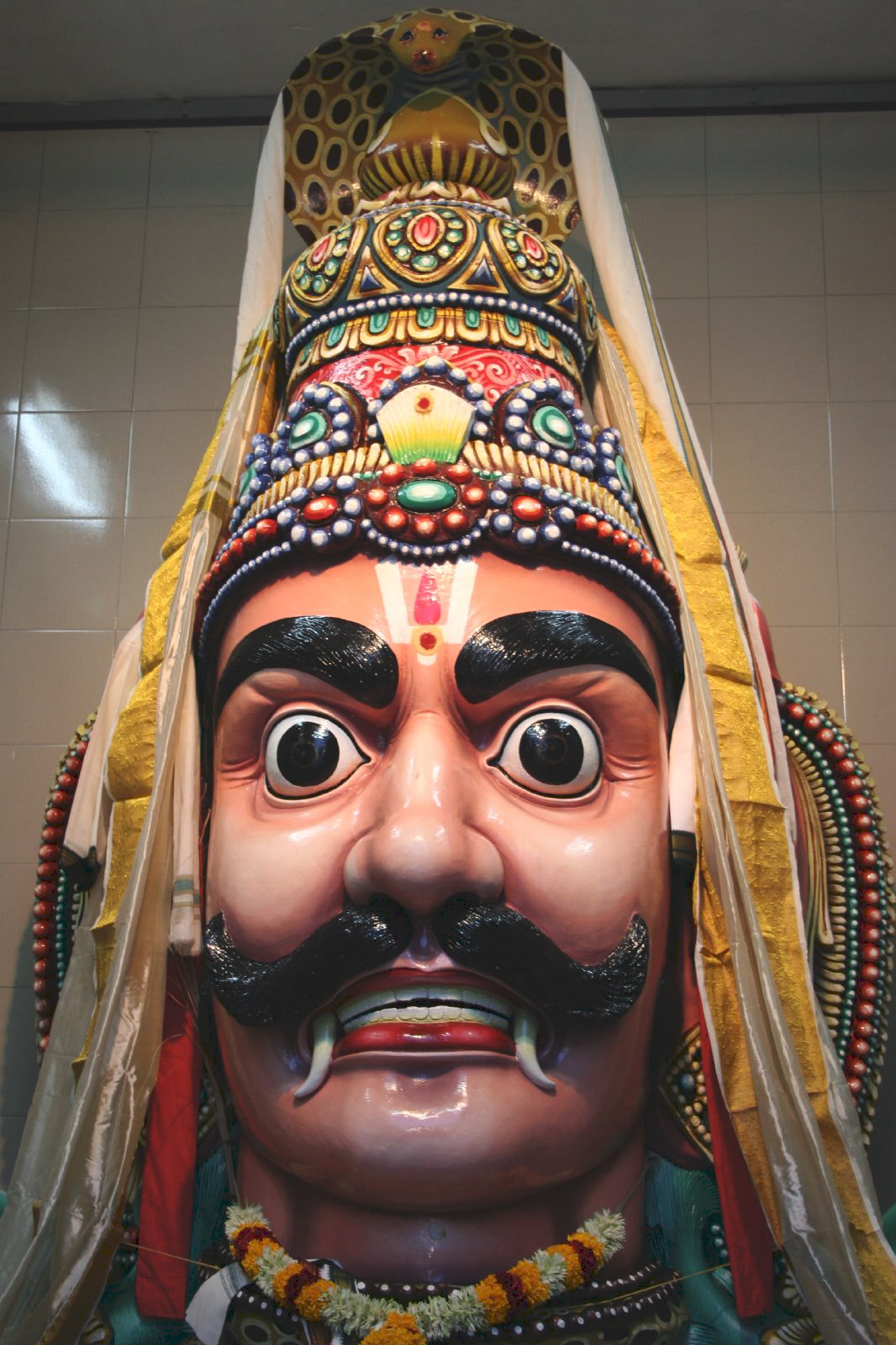
Arawan

Arawan (tamil: அரவான் Aravān, sanskryt: इरावान् Irāvān) – bóstwo tamilskie, związane z kultem Kryszny, oparte na historii zawartej w eposie Mahabharata. W Mahabharacie jest postacią drugoplanową, synem Ardźuny, który poświęcił swe życie dla sprawy zwycięstwa Pandawów. W Tamil Nadu postać Arawana, a także Draupadi cieszą się dużą popularnością. Arawan jest także patronem transwestytów Arawani. 

## Ikonografia
Arawan przedstawiany jest w postaci odciętej głowy, z pokaźnym wąsem i dużymi oczami i uszami, zazwyczaj w koronie i z wisznuickim znakiem tilaka na czole. Jeszcze jedną charakterystyczną cechą są wystające jak u wampira kły.
- Koovagam festival
- BBC coverage of the Koovagam festival

## Wyobrażenia w filmie
Nawiązania do jego postaci w tamilskich filmach Navarasa i Aravaan.